# Таирзаде, Мирза Гасан-бек
Мирза Гасан-бек Таирзаде (азерб. Mirzə Həsən Tahirzadə; 30 мая 1837, село Кенгерли, Джеванширский уезд, Елизаветпольская губерния — 21 июня 1893, Тифлис, Российская империя) — азербайджанский религиозный деятель и педагог. Глава Управления мусульман Кавказа (1885-1893).

## Биография
Мирза Гасанхан-бек Мирза Насир-бек оглы Таирзаде родился 30 мая 1837 года в селении Кенгерли Джеванширского уезда. Получив начальное образование у отца, он затем продолжил обучение в медресе Талыбийе в Тебризе. Религиозную деятельность начал с 1859 года в родной деревне.
В службу вступил 21 августа 1873 года в Собственный Его Императорского Величества Конвой.
После смерти Мирзы Шафи к ректору Санкт-Петербургского Императорского университета с прошением занять вакантную должность лектора персидского языка обратились Мирза Таги Абдуллабеков – переводчик персидского языка при Астраханском губернском правлении, Исмаил бек Наби бек оглы — преподаватель Азиатского института и Мирза Гасан Таирзаде – ахунд 4-го взвода  Собственного Его Императорского Величества конвоя.
Прошения были рассмотрены 23 сентября 1878 года на заседании факультета восточных языков университета. В результате баллотировки «оказалось, что вольнонаемным преподавателем персидского языка избран единогласно, восемью избирательными шарами, Мирза Гасан Таиров».
16 октября 1878 году Мирза Гасан Таирзаде также единогласно, 39 избирательными шарами, был избран на должность лектора персидского языка. На этой должности он проработал до августа 1879 года. А затем по болезни оставил университет и навсегда уехал к себе на родину, в город Шушу.
1885 года был избран председателем Духовного управления мусульман Закавказья и получил духовное звание Шейх-уль-ислам.
Умер в 1893 году; похоронен в Тифлисе.

### Семья
Жены: — Секина-ханум Касим кызы, Сельма-ханум Сеид Али кызы, Салима-ханум Карбалаи Ширин кызы. Дети: Насир-бек, Хадиджа-ханум, Бильгейс-ханум.